# Lardosa
Lardosa es una freguesia portuguesa del municipio de Castelo Branco, con 44,46 km² de área y 961 habitantes (2011). Densidad: 23,5 hab/km².
Lardosa se sitúa en el extremo septentrional del concelho de Castelo Branco, a 18 km de su capital y limitando con el de Fundão.
Mencionada por primera vez en un documento del año 882 y objeto de una primera repoblación a partir de 1225, Lardosa fue cedida en 1264 a la Orden del Temple. Más tarde perteneció  sucesivamente a los concelhos hoy extintos de Castelo Novo (hasta 1834) y de Alpedrinha, pasando en 1855 a su dependencia actual de Castelo Branco. El rey Pedro II le concedió en 1675 la categoría de vila.
La economía de la freguesia es eminentemente agropecuaria: olivares, cítricos, ganado ovino y pequeña industria alimentaria (almazaras de aceite y queserías).
En el patrimonio histórico-artístico de Lardosa destacan la iglesia matriz, con retablo de talla dorada en el alta mayor, las capillas de San Antonio, de San Sebastián y del Espíritu Santo y la fuente cubierta.